# True Blood: Music from the HBO Original Series Volume 3
True Blood: Music from the HBO Original Series Volume 3 è la terza compilation di canzoni incluse nella serie televisiva True Blood, nata dalla collaborazione tra l'etichetta Watertower Music e il network HBO.
Come nelle precedenti colonne sonore, anche in questa compilation sono presenti artisti della scena pop, country e rock, come Nick Cave che ha realizzato una reinterpretazione di She's Not There dei The Zombies, eseguita in duetto con Neko Case, che chiude il primo episodio della quarta stagione. Nell'ultimo episodio della quarta stagione, intitolato And When I Die, è presente l'omonimo brano scritto da Laura Nyro nel 1966 per il gruppo folk Peter, Paul and Mary, qui in una nuova versione realizzata del gruppo britannico The Heavy.
Nella Digital Deluxe Version della compilation è presente una versione alternativa di Bad Things di Jace Everett, sigla della serie TV, eseguita dai Black Rebel Motorcycle Club.
La compilation ha ottenuto una candidatura alla 54ª edizione dei Grammy Awards, nella categoria "Best Compilation Soundtrack".

## Tracce
1. Season of the Witch – Karen Elson feat. Donovan - 3:25
2. Me and the Devil – Gil Scott-Heron - 3:35
3. Te Ni Nee Ni Nu – Slim Harpo - 2:05
4. She's Not There – Nick Cave & Neko Case - 2:29
5. Hitting the Ground – PJ Harvey & Gordon Gano - 2:59
6. Spellbound – Siouxsie and the Banshees - 3:19
7. 9 Crimes [Demo] – Damien Rice - 3:11
8. Cold Grey Light of Dawn – Nick Lowe - 2:56
9. Hell's Bells – Cary Ann Hearst - 3:36
10. Gonna Be a Darkness – Jakob Dylan & Gary Louris - 4:50
11. What You Do to Me – BlakRoc - 5:07
12. Paradise Circus – Massive Attack - 4:59
13. And When I Die - The Heavy - 4:43
14. Bad Things – Jace Everett - 2:44

Digital Deluxe Edition
1. Bad Things – Black Rebel Motorcycle Club
2. She's Not There – Dick Israel And The Soothsayer
3. She's Not There – L'Avventura
4. She's Not There – Paper Pilots